# Józef Chłopicki
Józef Chłopicki, armoiries Nieczuja, baron de l'Empire de Necznia, né le 14 mars 1771 à Kapustyn (uk) et mort le 30 septembre 1854 à Cracovie, est un général polonais, vétéran des guerres pour l'indépendance de la Pologne et des campagnes napoléoniennes en Europe, l'un des chefs militaires de l'insurrection de 1830 contre la domination russe sur le royaume de Pologne. Son nom est gravé sur l'Arc de Triomphe à Paris.

## Contexte historique
Sa vie se déroule pendant une période difficile de l'histoire de la Pologne : après le premier partage de 1772, elle en subit un second (1793) puis un troisième (1795), qui met fin à la république des Deux Nations, (Pologne et Lituanie), partagée entre la Russie (Vilnius, Minsk), la Prusse (Poznań, Varsovie) et l'Autriche (Cracovie, Lublin). Après l'épisode du duché de Varsovie (1807-1815), de création napoléonienne, le congrès de Vienne transforme le pays en royaume de Pologne (ou royaume du Congrès), sauf la Posnanie restituée à la Prusse. Le royaume de Pologne, avec pour capitale Varsovie, est attribué au tsar de Russie, qui devient roi de Pologne. C'est un état théoriquement indépendant, mais où la mainmise de la Russie s'accentue dès le règne d'Alexandre 1er et encore plus sous celui de Nicolas 1er à partir de 1825, ce qui provoque l'insurrection de novembre 1830. La défaite des patriotes polonais permet à la Russie de limiter drastiquement l'autonomie du royaume avant qu'elle disparaisse totalement dans les années 1860.

## Biographie
Il combat sous les ordres de Kosciuszko de 1792 à 1794, lors de l'insurrection patriotique consécutive au deuxième partage de la Pologne.
Après la défaite, il entre dans les Légions polonaises de l'armée napoléonienne. Il combat lors de la campagne d'Italie, de la campagne d'Espagne (il y est nommé général de brigade) et participe activement à la bataille de Sagonte les 24 et 25 octobre 1811. Il participe ensuite à la campagne de Russie et est blessé à la Smolensk.
Il quitte le service au retour de la paix et vit dans la retraite jusqu'à l'insurrection de novembre 1830. Il est alors proclamé « dictateur » mais ne se fiant pas assez à l'énergie des siens, il s'effraie de sa propre responsabilité et démissionne en 1831. Il reste cependant dans l'armée et commande à la bataille de Grochow où il est si grièvement blessé qu'il doit être évacué sur Cracovie. Il y demeure dans le plus total dénuement jusqu'à sa mort, le 30 septembre 1854.

## Distinctions

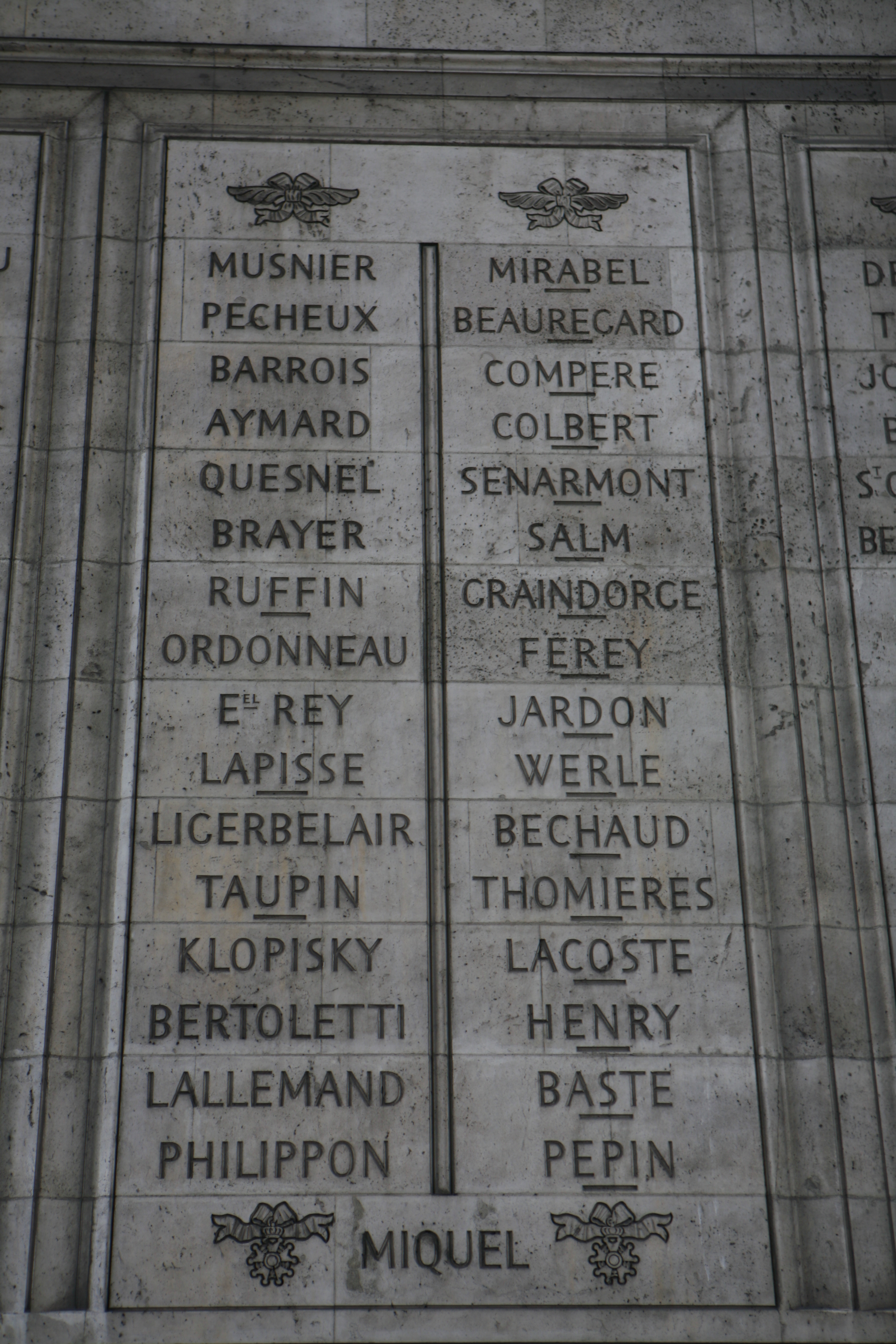
Noms gravés sous l'arc de triomphe de l'Étoile : pilier Ouest, 37e et.

- Il est nommé officier de la Légion d'honneur le 9 juillet 1808.
- Il fait partie des 660 personnalités à avoir leur nom gravé sous l'arc de triomphe de l'Étoile (pilier Ouest, 37e colonne, son nom ne respecte pas l'orthographe polonaise mais la phonétique « Klopisky »).

## Armoiries
| Figure | Blasonnement |
|        | Armoiries du Clan Nieczuja (en) (pl) De gueules à un tronc d'arbre coupé (ou écot) au naturel, avec trois branches élaguées sur la dextre, et deux sur le senestre, sur lequel est plantée une croix pattée ou une épée d'or.'' |
|        | Armes du baron Chłopicki de Necznia et de l'Empire Coupé : au I parti de sable au bouclier d'argent, chargé d'un écot de chêne, sommé d'une croix, le tout de sable, et surmonté d'un écot de chêne d'argent ; sommé d'une croix du même, soutenu d'un vol ouvert aussi d'argent et du quartier des barons militaires de l'Empire ; au 2 d'azur à l'éclair en bande d'or ; au canton des barons militaires brochant., |

## Sources
- Base LEONORE (Légion d'honneur) : Dossier de la Légion d'honneur LH/529/67
- Marie-Nicolas Bouillet  et Alexis Chassang (dir.), « Joseph Klopicki » dans Dictionnaire universel d’histoire et de géographie, 1878 (lire sur Wikisource)